# Outcast (Fernsehserie)
Outcast (englisch Außenseiter) ist eine US-amerikanische Horrorserie, die auf dem gleichnamigen Comic von Robert Kirkman basiert. Im März 2016 wurde die Serie um eine zweite Staffel verlängert, die zwischen dem 3. April und 5. Juni 2017 auf Fox UK ausgestrahlt wurde. Die deutschsprachige Erstausstrahlung lief vom 10. April bis 12. Juni 2017 erneut bei FOX.

## Figuren
Kyle Barnes
Kyle erkennt seit Kindheitstagen, dass Menschen in seiner Familie von Dämonen besessen sind. Als Erwachsener kehrt er in seine Heimatstadt zurück und sucht nach Antworten. Kyle entdeckt dabei, dass er einen Einfluss auf die Dämonen hat und versucht, diese aus den Besessenen auszutreiben.
Reverend John Anderson
Der Priester Anderson aus West Virginia glaubt, einer der guten Kämpfer an Gottes Seite gegen das Böse auf der Welt zu sein. Zusammen mit Kyle versucht er, Dämonen aus Besessenen auszutreiben. Außerdem ist er Alkoholiker und spielsüchtig.
Megan Holter
Megan ist die Schwester von Kyle. Als dieser in seine Heimatstadt zurückkehrt, versucht sie ihn zu unterstützen.
Mark Holter
Mark ist Polizist und mit Megan verheiratet. Er mag seinen Schwager Kyle nicht, glaubt auch nicht an Dämonen und sucht daher nach logischen Erklärungen für seltsame Vorfälle.
Polizeichef Byron Giles
Giles ist Polizeichef von Rome und außerdem Pokerkumpel von Anderson. Er selbst zweifelt an der Existenz von Dämonen, hat aber selbst schon einige gesehen, weshalb er den Worten des Priesters öfter Glauben schenkt.
Sarah Barnes
Sarah ist die Mutter von Kyle und war von einem Dämonen besessen, weshalb sie Kyle einen Teil seiner Kindheit zur Hölle gemacht hat. Als Geisteskranke wird sie in einer psychiatrischen Pflegeeinrichtung versorgt. Aufgrund mangelnder Zustände in der Pflegeeinrichtung wird Sarah von ihrem Sohn für kurze Zeit in dem eigenen Haus betreut, bis Reverend Anderson davon erfährt und sie wieder zurückbringt. Im Laufe der Zeit bekommt Sarah nicht nur von Sidney mehrmals Besuch, sondern auch von ihrer Enkeltochter Amber.
Joshua Austin
Joshua, ein achtjähriger Junge, ist offenbar von einem Dämon besessen. Er hat eine mysteriöse Verbindung zu Kyle, der den Dämonen austreiben kann.

## Besetzung und Synchronisation
Die Synchronisation entstand durch die Antares Film GmbH in Berlin unter der Dialogregie von Erik Paulsen.

### Hauptdarsteller
| Schauspieler     | Rolle                   | Hauptrolle (Folgen)                | Nebenrolle (Folgen)          | Synchronsprecher                                           |
| ---------------- | ----------------------- | ---------------------------------- | ---------------------------- | ---------------------------------------------------------- |
| Patrick Fugit    | Kyle Barnes             | 1.01–                              |                              | Tobias Schmidt                                             |
| Philip Glenister | Reverend John Anderson  | 1.01–                              |                              | Jörg Hengstler (Staffel 1), Lutz Schnell (seit Staffel 2)  |
| Wrenn Schmidt    | Megan Holter            | 1.01–                              |                              | Ann Vielhaben                                              |
| Julia Crockett   | Sarah Barnes            | 1.01–1.02, 1.08                    | 2.01–2.02, 2.06, 2.08, 2.10– | Jasmin Arnoldt (Staffel 1), Katja Schmitz (seit Staffel 2) |
| Kate Lyn Sheil   | Allison Barnes          | 1.01–1.02, 1.05, 1.07, 1.09, 2.03– |                              | Marieke Oeffinger                                          |
| Reg E. Cathey    | Polizeichef Byron Giles | 1.01–2.10                          |                              | Ben Hecker                                                 |
| Chandler Head    | Amber Barnes            |                                    | 1.01                         |                                                            |
| Madeleine McGraw | Amber Barnes            | 2.01–                              | 1.02, 1.05, 1.07–1.10        |                                                            |
| David Denman     | Mark Holter             | 1.01–1.10                          | 2.02                         | Sebastian Walch                                            |
| Brent Spiner     | Sidney                  | 1.01–2.09                          |                              | Frank Röth                                                 |

### Nebendarsteller
| Schauspieler         | Rolle                 | Episoden (Folgen)           | Synchronsprecher     |
| -------------------- | --------------------- | --------------------------- | -------------------- |
| Callie McClincy      | Holly Holter          | 1.01–                       | Smilla Erlebach      |
| Jill Jane Clements   | Florence Hall         | 1.01–1.02, 1.08–1.09, 2.09– | Sabine Walkenbach    |
| Gabriel Bateman      | Joshua Austin         | 1.01–1.02, 2.01, 2.03       | Sarah Alles          |
| Lacy Camp            | Betsy Austin          | 1.01–1.02, 2.01, 2.03, 2.10 | Carmen Katt          |
| Dakota Lee           | Mindy Austin          | 1.01–1.02, 2.03             | Aliana Schmitz       |
| Lee Tergesen         | Blake Morrow          | 1.03, 2.08–                 | Hendrik Martz        |
| Madelyn Deutch       | Dakota                | 2.01, 2.03, 2.05–           | Melanie Isakowitz    |
| Hoon Lee             | Dr. Kenneth Park      | 2.01–2.02, 2.06–            | Kevin Kraus          |
| M.C. Gainey          | Bob Caldwell          | 2.02–                       | Raimund Krone        |
| C. Thomas Howell     | Simon Barnes          | 2.08–                       | Matthias Rimpler     |
| Willie C. Carpenter  | Norville Grant        | 1.01–1.03                   | Rainer Gerlach       |
| Pete Burris          | Lenny Ogden           | 1.01, 1.04–1.10, 2.01       | Hans-Eckart Eckhardt |
| Abraham Benrubi      | Caleb                 | 1.01, 1.04, 1.06            | Axel Lutter          |
| C.J. Hoff            | Aaron MacCready       | 1.01, 1.06–1.10, 2.02–2.06  | Julian Tennstedt     |
| Melinda McGraw       | Patricia MacCready    | 1.02–2.04                   | Julia Horvath        |
| Grace Zabriskie      | Mildred Robson        | 1.02, 1.04–1.06             | Margot Rothweiler    |
| Scott Porter         | Donald 'Donnie' Hamel | 1.03–1.04, 1.06–1.07        | Bastian Sierich      |
| JR Bourne            | Luke Masters          | 1.03                        | Oliver Siebeck       |
| Debra Christofferson | Kat Ogden             | 1.04, 1.07–1.10, 2.07       | Sabina Trooger       |
| Charmin Lee          | Rose Giles            | 1.04, 1.10, 2.01–2.09       | Karin Grüger         |

## Hintergrund
Bereits 2013, vor dem Erscheinen der Comicserie im Jahr 2014, gab Cinemax bekannt, den Comic zusammen mit Fox International Channels als Fernsehserie zu adaptieren. Es wurden zunächst zehn Episoden angekündigt, wobei Adam Wingard die Regie der Pilotfolge übernehmen soll. Für die Musik ist Atticus Ross zuständig, der schon bei der Serie Fear the Walking Dead, die ebenfalls auf einer Idee von Robert Kirkman basiert, die Titelmusik komponierte.
Die Produktion begann am 10. August 2015 in South Carolina. Ausführende Produzenten sind Adam Wingard und David Alpert.
Auf dem South by Southwest Festival in Austin in Texas verkündete Cinemax bereits im März 2016, eine zweite Staffel der Serie bestellt zu haben.

## Episodenliste

### Staffel 1
| Nr. (ges.) | Nr. (St.) | Deutscher Titel           | Originaltitel                  | Erstausstrahlung USA | Deutschsprachige Erstausstrahlung (D) | Regie          | Drehbuch          | Zuschauer (USA) |
| ---------- | --------- | ------------------------- | ------------------------------ | -------------------- | ------------------------------------- | -------------- | ----------------- | --------------- |
| 1          | 1         | Dämonen der Vergangenheit | A Darkness Surrounds Him       | 20. Mai 2016         | 6. Juni 2016                          | Adam Wingard   | Robert Kirkman    | 0,152 Mio.      |
| 2          | 2         | Gefallene Seelen          | (I Remember) When She Loved Me | 10. Juni 2016        | 13. Juni 2016                         | Howard Deutch  | Jeff Vlaming      | 0,193 Mio.      |
| 3          | 3         | Diese besondere Macht     | All Alone Now                  | 17. Juni 2016        | 20. Juni 2016                         | Howard Deutch  | Chris Black       | 0,170 Mio.      |
| 4          | 4         | Tausend Scherben          | A Wrath Unseen                 | 24. Juni 2016        | 27. Juni 2016                         | Julius Ramsay  | Robert Kirkman    | 0,249 Mio.      |
| 5          | 5         | Das schwarze Gift         | The Road Before Us             | 8. Juli 2016         | 4. Juli 2016                          | Craig Zobel    | Robin Veith       | 0,145 Mio.      |
| 6          | 6         | Die Warnung               | From The Shadows It Watches    | 15. Juli 2016        | 18. Juli 2016                         | Tricia Brock   | Joy Blake         | 0,205 Mio.      |
| 7          | 7         | Der Teufel                | The Damage Done                | 22. Juli 2016        | 25. Juli 2016                         | Leigh Janiak   | Nathaniel Halpern | 0,173 Mio.      |
| 8          | 8         | Letzte Zeiten             | What Lurks Within              | 29. Juli 2016        | 1. Aug. 2016                          | Scott Winant   | Tony Basgallop    | 0,154 Mio.      |
| 9          | 9         | Die falsche Seite         | Close to Home                  | 5. Aug. 2016         | 8. Aug. 2016                          | Howard Deutch  | Adam Targum       | 0,146 Mio.      |
| 10         | 10        | Wie Kinder ohne Licht     | This Little Light              | 12. Aug. 2016        | 15. Aug. 2016                         | Loni Peristere | Chris Black       | 0,152 Mio.      |

### Staffel 2
| Nr. (ges.) | Nr. (St.) | Deutscher Titel         | Originaltitel                | Erstausstrahlung UK | Deutschsprachige Erstausstrahlung (D) | Regie                    | Drehbuch                  | Zuschauer (USA) |
| ---------- | --------- | ----------------------- | ---------------------------- | ------------------- | ------------------------------------- | ------------------------ | ------------------------- | --------------- |
| 11         | 1         | Der Leuchtturm          | Bad Penny                    | 3. Apr. 2017        | 10. Apr. 2017                         | Tricia Brock             | Chris Black               | –               |
| 12         | 2         | Den Teufel verbrennen   | The Day After That           | 10. Apr. 2017       | 17. Apr. 2017                         | Loni Peristere           | Adam Targum               | –               |
| 13         | 3         | Moment der Schwäche     | Not My Job To Judge          | 17. Apr. 2017       | 24. Apr. 2017                         | Howard Deutch            | Jeff Vlaming              | –               |
| 14         | 4         | Zeichen an der Wand     | The One I’d Been Waiting For | 24. Apr. 2017       | 1. Mai 2017                           | Alrick Riley             | Rebecca Sonnenshine       | –               |
| 15         | 5         | Das gebündelte Licht    | The Common Good              | 1. Mai 2017         | 8. Mai 2017                           | Ti West                  | Chris Black & Adam Targum | –               |
| 16         | 6         | Eine kranke Stadt       | Fireflies                    | 8. Mai 2017         | 15. Mai 2017                          | Fernando Coimbra         | Sarah Byrd                | –               |
| 17         | 7         | Die gute Tat des Tages  | Alone When It Comes          | 15. Mai 2017        | 22. Mai 2017                          | Josef Wladyka            | Helen Leigh               | –               |
| 18         | 8         | Reisende in Sachen Mord | Mercy                        | 22. Mai 2017        | 29. Mai 2017                          | Daisy von Scherler Mayer | Jeff Vlaming              | –               |
| 19         | 9         | Sommergrippe            | This Is How It Starts        | 29. Mai 2017        | 5. Juni 2017                          | Howard Deutch            | Adam Targum               | –               |
| 20         | 10        | Sie kommen              | To The Sea                   | 5. Juni 2017        | 12. Juni 2017                         | Loni Peristere           | Chris Black               | –               |

Anmerkungen:
1. ↑  Ausstrahlung von FOX über Facebook Live in über 60 Ländern, von Cinemax über die Videoplattform YouTube.

## Ausstrahlung

### Deutschland
Der deutsche Pay-TV-Sender FOX gab schon im Juli 2015 bekannt, die Serie ab 2016 innerhalb von 24 Stunden nach US-Premiere auch im deutschen Fernsehen zeigen zu wollen. Die Erstausstrahlung der ersten Staffel lief vom 6. Juni bis 15. August 2016. Bereits am 20. Mai 2016 sendet der Pay-TV-Sender die erste Folge kostenfrei über Facebook im englischsprachigen Originalton, weiterhin ist diese zeitgleich auch auf Sky Go und Sky On Demand verfügbar.
ZDFneo begann am 31. Januar 2017 mit der Erstausstrahlung der ersten Staffel.
Die Ausstrahlung der zweiten Staffel fand zwischen dem 10. April und 12. Juni 2017 ebenfalls bei FOX statt.

### International
International wird die Serie in mehr als 125 Ländern weltweit parallel ausgestrahlt. Die Premiere der zweiten Staffel fand am 3. April 2017 auf FOX UK statt. 